# E-mo
e-mo（イーモ）は、リブサルが販売している超小型電気自動車。

## 概要
e-moは、家庭用100V電源で充電が可能で、一回の充電で走行距離は鉛バッテリー搭載で約40km、リチウムイオン搭載で約90km、最高速度は50kmである。
道路交通法上は自動車に分類され、普通自動車免許が必要である。道路運送車両法上は、第一種原動機付自転車（四輪）の扱いで車庫証明や車検等は必要としない。

## 年表
2019年10月25日
超小型EVミニカー「E-MO」発売。